# ميشال سكوراس
ميشال سكوراس (مواليد 15 فبراير 2000) هو لاعب كرة قدم بولندي يلعب في مركز الجناح في نادي لخ بوزنان.

## وصلات خارجية
- ميشال سكوراس على موقع الاتحاد الأوربي (الإنجليزية)
- ميشال سكوراس على موقع قاعدة بيانات كرة القدم.إي يو (الإنجليزية)
- ميشال سكوراس على موقع ناشيونال فوتبول تيمز (الإنجليزية)
- ميشال سكوراس على موقع Soccerway.com (الإنجليزية)
- ميشال سكوراس على موقع عالم كرة القدم.نت (الإنجليزية)